# آندره ۳۰۰۰
آندره لارن بنجامین (به انگلیسی: André Lauren Benjamin) (زاده ۲۷ مه ۱۹۷۵) رپر، خواننده، ترانه‌سرا، موسیقی‌دان و بازیگر آمریکایی است.
از فیلم‌های معروف او می‌توان به بازی در فیلم چهار برادر، نیمه حرفه‌ای، جیمی، آرام باش و جنایت در هالیوود اشاره کرد.